# Алексин, Анатолий Георгиевич
Анато́лий Гео́ргиевич Але́ксин (настоящая фамилия Гоберман; 3 августа 1924, Москва — 1 мая 2017, Люксембург) — русский советский и израильский писатель, сценарист и драматург, автор книг для детей и юношества.
С 1993 года жил в Израиле, последние годы жизни — в Люксембурге. Лауреат Государственной премии РСФСР имени Н. К. Крупской (1974), Государственной премии СССР (1978), член-корреспондент Академии педагогических наук СССР (1982).

## Биография
Родился 3 августа 1924 года в Москве. Его отец, участник Гражданской войны, выпускник и преподаватель Экономического института красной профессуры при ЦИК СССР Георгий Платонович Гоберман (1893—1980), был репрессирован в 1937 году и приговорён к расстрелу (освобождён после пересмотра дела в 1939 году). Мать, Мария Михайловна Гоберман (1904—1978), была актрисой; после ареста мужа была уволена с работы.
Будучи подростком, дебютировал стихами в газете «Пионерская правда», где продолжал печататься в предвоенные годы. Позже публиковался также в газете «Комсомольская правда».
В начале Великой Отечественной войны вместе с матерью, работавшей в Управлении строительства Дворца Советов, был эвакуирован из Москвы на Урал. С ноября 1941 по май 1944 года жил в Каменске-Уральском, где работал в управлении строительства Уральского алюминиевого завода и Красногорской ТЭЦ ответственным секретарём многотиражной газеты «Крепость обороны».
В 1950 году окончил Московский институт востоковедения. В 1950 году был издан первый сборник повестей «Тридцать один день». В качестве литературного псевдонима взял сценический псевдоним матери. С 1958 года — член КПСС. В 1970—1989 годах — секретарь Союза писателей РСФСР.
Читал курс лекций о детской и юношеской литературе на режиссёрском отделении Высших курсов сценаристов и режиссёров.
Член редколлегии журнала «Юность».
В 1993 году эмигрировал в Израиль. С 2011 года жил в Люксембурге, где Татьяна и Анатолий Алексины воссоединились с дочерью Алёной Зандер.
1 мая 2017 года скончался в Люксембурге, на 93-м году жизни. Похоронен в Москве на Кунцевском кладбище рядом с родителями.

## Семья
- Первая жена — Серафима Кузьминична Городникова (1922—2010), филолог, выпускница и с 1948 года преподаватель урду в Институте востоковедения (МГИМО), соавтор «Учебника языка урду» (1969) и «Хинди-русского разговорника» (1977, оба совместно с Л. Б. Кибиркштис). Её сестра — Тамара Кузьминична Городникова (1923—2012), также востоковед.
- Вторая жена (с 1968 года) — Татьяна Евсеевна Алексина (в первом браке Сетунская, урождённая Фейнберг, 1932—2014), автор книги воспоминаний «Неужели это было?..», внучка писателя Г. Г. Елчанинова (1870—1931)[11][12]. Её отец Евсей Борисович Фейнберг (1905—1938, расстрелян) был начальником стройотдела Московской Белорусско-Балтийской железной дороги (1928—1933) и Московско-Казанской железной дороги (1933), затем главным инженером Мостотреста Наркомата путей сообщения СССР. Её мать Мария Георгиевна была из дворянского рода Елчаниновых. Работала ответственным секретарём Ассоциации деятелей литературы и искусства для детей Союза советских обществ дружбы.
  - Приёмная дочь — Алёна Зандер (до замужества Елена Николаевна Сетунская), журналист, искусствовед[13], вторая жена режиссёра Карена Шахназарова[14]; впоследствии, после ухода от К. Шахназарова и переезда в США в 1989 году — американская телеведущая, прототип героини фильма Шахназарова «Американская дочь»[14], жена голливудского продюсера Марка Зандера[15][16][17][18]. Редактор русско-люксембургского журнала «Альянс»[19][20].

## Награды и звания
- Орден Ленина (02.08.1984)
- Два ордена Трудового Красного Знамени (в том числе 02.08.1974)
- Медали СССР
- Премия Ленинского комсомола (1970) — за сценарий документального фильма «Право быть ребёнком»
- Государственная премия РСФСР имени Н. К. Крупской (1974) — за пьесы «Звоните и приезжайте» и «Обратный адрес», поставленные ГЦДТ
- Государственная премия СССР (1978) — за повести «Действующие лица и исполнители», «Позавчера и послезавтра», «Третий в пятом ряду», «Безумная Евдокия»[21]
- Почётный диплом Международного совета по детской книге (IBBY) (1976)[22]
- Международная премии европейских стран имени Максима Горького за лучшее произведение для юношества (1980)
- Премия Федерации Союза писателей Государства Израиль
- Премия «Сострадание»
- Большая золотая медаль Международной ассоциации «Знание» — за выдающийся вклад в просветительство, российскую и мировую литературу
- Медаль имени Януша Корчака
- Знак А. П. Гайдара

и др. награды
- Почётный председатель общества «Любовь к жизни» — за благотворительную помощь онкологическим больным
- Член-корреспондент АПН СССР (1982).

### Повести
- 1950 — «Тридцать один день».
- 1952 — «Отряд шагает в ногу».
- 1956 — «Записки Эльвиры».
- 1956 — «Саша и Шура».
- 1958 — «Необычайные похождения Севы Котлова».
- 1959 — «Говорит седьмой этаж».
- 1965 — «Коля пишет Оле, Оля пишет Коле».
- 1966 — «А тем временем где-то».
- 1967 — «В стране вечных каникул».
- 1968 — «Мой брат играет на кларнете».
- 1968 — «Поздний ребёнок».
- 1970 — «Звоните и приезжайте! (Про нашу семью)».
- 1972 — «Действующие лица и исполнители».
- 1974 — «Позавчера и послезавтра (Чехарда)».
- 1975 — «Третий в пятом ряду».
- 1976 — «Безумная Евдокия».
- 1976 — «В тылу как в тылу».
- 1978 — «Раздел имущества».
- 1979 — «Сердечная недостаточность».
- 1980 — «Дневник жениха».
- 1980 — «Домашний совет».
- 1980 — «Ивашов».
- 1981 — «Здоровые и больные»[24].
- 1985 — «Запомни его лицо».
- 1985 — «Сигнальщики и горнисты».
- 1985 — «Дым без огня».
- 1986 — «Дима Тима и так далее (И Екатерина Ильинична…)».
- 1987 — «Добрый гений».
- 1989 — «Игрушка (Ночной обыск)».
- 1996 — «Диагноз».
- 1996 — «Смешилка».
- 1997 — «Если бы их было двое…»
- 1999 — «Не родись красивой…»
- 1999 — «Плоды воспитания».
- 2000 — «Виссарион».
- 2006 — «Смешилка — это я!»
- 2007 — «Обгон».
- 2007 — «Шаги».
- 2007 — «Ты ещё помнишь?»

### Детские остросюжетные
- 1968 — Тайна старой дачи (Первая очень страшная история);
- 1987 — Покойник оживает и начинает действовать (Вторая очень страшная история).

### Романы
- 1994 — «Сага о Певзнерах»;
- 1995 — «Смертный грех»;
- 1999 — «Не родись красивой, или Последний тост».

### Пьесы
- 1968 — «Мой брат играет на кларнете».
- 1970 — «В стране вечных каникул».
- 1971 — «Обратный адрес».
- 1971 — «Десятиклассники»[25].
- 1972 — «Звоните и приезжайте!».
- 1973 — «Молодая гвардия».
- 1974 — «Поздний ребёнок» (радиоспектакль).
- 1975 — «Не больно?»
- 1977 — «Пойдём в кино?».
- 1978 — «Очень страшная история».
- 1978 — «Честное комсомольское» (в соавторстве с А. Кузнецовой).
- 1982 — «Поздний ребёнок».
- 1986 — «Сигнальщики и Горнисты».
- 1988 — «Книга жалоб и восхищений»[26].

### Рассказы
- 1950 — «За горами Гималаями», «Кружок требует»
- 1951 — «Маленькая Лайма», «Два портрета», «Светлая дорога»
- 1952 — «Два подарка», «Идут дожди»
- 1953 — «Близкий город»
- 1954 — «После дождя», «Неправда», «Новый адрес», «Важный звонок»
- 1955 — «Мимозы», «На Камчатке», «Счастливая жена», «Письмо бывшему другу», «Первый день»
- 1956 — «Про Маринку» («Про сестрёнку»), «Все, как один!»
- 1957 — «Два почерка», «Письма и телеграммы», «Мама уехала», «Главный жилец», «В полночь»
- 1958 — «В зимний вечер»
- 1959 — «Поезд приходит в полночь»
- 1960 — «Валерик проходит литературу», «Три мушкетёра в одном купе», «Бабочка»
- 1961 — «Вам письмо», «Валерик задаёт вопросы», «Любовная записка», «Я его узнала», «Бумажный кораблик»
- 1962 — «Солнечный рисунок», «При всём при том», «Мой старший брат»
- 1964 — «Почта. Телеграф. Телефон» («Ты меня слышишь?»), «Подумаешь, птицы!..»
- 1966 — «Я ничего не сказал», «Ночь перед свадьбой»
- 1969 — «Самый счастливый день», «Не моё дело», «Дальний родственник»
- 1970 — «Двадцать девятое февраля», «Как ваше здоровье?»
- 1972 — «Яблоня во дворе» («Егоров»), «За что любят?» («Взрослый вечер»), «Домашнее сочинение»
- 1973 — «Сестра»
- 1985 — «Актриса»
- 1993 — «Юлька», «Фека», «Заброшенный памятник» («Иероглифы»), «Гарант» («Дело было в Тель-Авиве»)
- 1994 — «Холостяк» («Белый яд»), «Прости меня…», «Смех сквозь слёзы, или слёзы сквозь смех», «Скрипач под землёй»
- 1995 — «Мёртвое море»
- 1996 — «Рентген» («Диагноз»), «Никто не хотел умирать…», «Счастливые часов не наблюдают…», «Отец и дети»
- 1997 — «Виктория», «О’кей!»
- 1998 — «Сволочи», «А подать сюда Кабачковского!», «Игрун», «Эпидемия»
- 1999 — «Страдания молодого Виктора», «Сходи на дорожку…», «Чужой человек», «Торт „Кутузов“», «Избавление»
- 2000 — «Гриша, вернись!»
- 2001 — «Советник по безопасности», «Нож в спину» («Непослушная девчонка»)
- 2002 — «Лимузин тронулся…», «Автоответчик» из дневника матери", «Амплуа»
- 2003 — «Не в прямом эфире…», «В вихре бала» («Средь шумного бала»)
- 2004 — «Чёртово колесо»
- 2007 — «Откровение свахи», «Охранник»
- 2008 — «Смотри мне в глаза».

## Сценарист
- 1959 — «Я вам пишу…» (режиссёр Михаил Израилев)
- 1959 — «Потерянная фотография» (режиссёр Лев Кулиджанов)
- 1965 — «Горячий камень» (мультипликационный фильм, режиссёр Перч Саркисян)
- 1970 — «Поздний ребёнок» (ТВ) (режиссёр Константин Ершов)
- 1972 — «Сестра музыканта» (режиссёр Исидор Хомский, Павел Хомский)
- 1972 — «Ура! У нас каникулы!» (режиссёры Владимир Беренштейн, Илья Гурин)
- 1973 — «Mein Bruder spielt Klarinette» (ТВ) (ГДР, режиссёр Урсула Шменгер[нем.])
- 1976 — «Расписание на завтра» (ТВ) (режиссёр Николай Александрович)
- 1978 — «Фотографии на стене» (режиссёр Анатолий Васильев)
- 1978 — «Накануне премьеры» (режиссёр Олег Гойда)
- 1980 — «Пойдём в кино?» (ТВ) (режиссёр Александр Литкенс, Юрий Жигульский, Андрей Зеленов)
- 1984 — «Третий в пятом ряду» (ТВ) (режиссёр Сергей Олейник)
- 1986 — «Очень страшная история» (режиссёр Никита Хубов)
- 2006 — «Свой остров» (короткометражный, режиссёр Александр Баршак)